# ビヨーン・アイナール・ローモーレン
ビヨーン・アイナール・ローモーレン（Bjørn Einar Romøren、1981年4月1日 - ）は、ノルウェー・オスロ出身のスキージャンプ選手である。以前のスキーフライング世界記録保持者（239.0m）。

## プロフィール
3歳半の時、兄Jan-Erikに影響されてジャンプを始めた。少年時代は他にノルディック複合、アルペンスキー、フリークライミング、潜水やテニスなど多くのスポーツに親しんだ。12歳の時リレハンメルのLysgårds-Schanzeで自身初めて100m越えとなる115mを飛んだ。
ヘスレILスキークラブに所属し、2001年3月3日にオーベルストドルフのフライングでスキージャンプ・ワールドカップにデビューした。
2003年1月6日のビショフスホーフェンでワールドカップ初勝利、ジャンプ週間でノルウェー勢が勝ったのは1993/94シーズンのエスペン・ブレーデセン以来である。
ミカ・コヨンコスキヘッドコーチのもと、ノルウェーナショナルチームの主軸として2003年ノルディックスキー世界選手権（イタリア、ヴァル・ディ・フィエンメ）で団体銅メダル獲得に貢献した。ラージヒルは13位、ノーマルヒル10位だった。このシーズンワールドカップ総合では14位となった。2005年ノルディックスキー世界選手権（ドイツ、オーベルストドルフ）のラージヒル団体で再び銅メダルを獲得。個人ではノーマルヒル4位、ラージヒル12位だった。
スキーフライング世界選手権では2004年と2006年に団体金メダルを獲得、2008年は団体銅メダルを獲得した。
2006年のトリノオリンピックでは1988年のカルガリーオリンピック以来となる団体メダルを獲得した。
2008年1月12日、ヴァル・ディ・フィエンメのワールドカップにて、空中でスキー板が外れるアクシデントに遭い背中から落下したが無事だった。
ワールドカップ通算7勝（2位5回3位8回）、総合は2003/04シーズンの3位が自己最高位、またノルウェー選手権ではサマーで4回、ウインターシーズンは3回優勝している。
2005年3月20日にスロベニアのプラニツァで行われたW杯第28戦はヒルサイズを遥かに上回るジャンプが続出する中、ローモーレンは2本目に239.0mを飛んだ。一人置いてスタートしたヤンネ・アホネンは240.0mまで飛距離を伸ばしたが着地に失敗、転倒したためローモーレンの記録が世界記録となった。これを受けて翌シーズンからは裏に「239」と書かれたスキーを使用している。
ローモーレンはノルウェーの経営学の学校でBIを専攻し、バールムのヘスレで両親と一緒に暮らしている。 2006年、スペインのLa Mangaに別荘を購入。 また2006年夏のはじめに、Osloer Stadtteil Majorstua地区へ移り住んだ。プライベートでは2007年1月からクロスカントリースキー選手のMartine Remsøyと一緒に暮らしている。
2014年に引退した。2019年にがんで闘病中であることを表明し、2020年に快癒が報告された。